# HMS Coventry (1974)
HMS Coventry (D118) – brytyjski niszczyciel rakietowy typu 42. Wszedł do służby w 1978 roku jako czwarta jednostka pierwszej serii produkcyjnej. Wziął udział w wojnie o Falklandy, gdzie 25 maja 1982 został zatopiony przez argentyńskie lotnictwo.

## Historia
Stępkę pod budowę HMS „Coventry” położono 29 stycznia 1973 w stoczni Cammell Laird w Birkenhead. Wodowanie nastąpiło 21 czerwca 1974, wejście do służby 20 października 1978. Początkowo okręt pomagał przy testowaniu bezpiecznych metod wykorzystania śmigłowca pokładowego Westland Lynx. W 1980 popłynął na Daleki Wschód, gdzie uczestniczył w ćwiczeniach wraz z jednostkami marynarki wojennej Francji, Pakistanu, Omanu i USA. We wrześniu 1980 odwiedził port w Szanghaju, co było pierwszą tego rodzaju wizytą od ponad 30 lat.
Po wybuchu wojny irańsko-irackiej przez 6 tygodni patrolował wody w rejonie Zatoki Perskiej.
W kwietniu 1982 po wybuchu wojny o Falklandy, wraz z innymi brytyjskimi okrętami, został skierowany w rejon spornych wysp w celu odbicia zajętych przez Argentynę terenów. Do pierwszego kontaktu z nieprzyjacielem doszło 3 maja, kiedy śmigłowiec stacjonujący na HMS „Coventry” wystrzelił w kierunku argentyńskiego okrętu dwa pociski przeciwokrętowe Sea Skua, z których jeden trafił w cel. 9 maja okręt wystrzelił w kierunku argentyńskich samolotów trzy pociski przeciwlotnicze typu Sea Dart. W efekcie dwa samoloty typu A-4 Skyhawk zostały zestrzelone, natomiast C-130 Hercules uniknął trafienia, ponieważ znajdował się poza zasięgiem maksymalnym pocisku. Za pomocą pocisku Sea Dart został zestrzelony 9 maja także śmigłowiec Aérospatiale Puma. 22 maja namierzono kolejny cel, którym był samolot rozpoznawczy Boeing 707, jednak z powodu awarii technicznej nie doszło do wystrzelenia w jego kierunku pocisku przeciwlotniczego.
25 maja HMS „Coventry” i HMS „Broadsword” miały zapewnić ochronę przeciwlotniczą zespołowi desantowemu. Oddziały desantowe i ich eskorta stały się celem zmasowanego ataku argentyńskiego lotnictwa. W pierwszej fazie ataku Brytyjczykom udało się zestrzelić trzy samoloty A-4, z których dwa zostały trafione przez pociski Sea Dart wystrzelone z „Coventry”.
W decydującym ataku wzięły udział cztery samoloty A-4B, należące do Grupo 5 Fuerza Aérea Argentina. Samoloty zbliżały się na niewielkiej wysokości, w dwóch grupach oddalonych od siebie o 90 sekund (do kluczy przypisano po trzy samoloty, ale z powodu awarii tylko cztery brały udział w misji). Radar „Coventry” nie był w stanie ich namierzyć, ale wykrył je „Broadsword”, dlatego odwołał Sea Harriery na patrolu bojowym. System kierowania ogniem Sea Wolf na „Broadsword” namierzył nadlatujący cel, ale uległ chwilowej awarii i nie był gotowy do strzału w momencie ataku. Pierwsza para zrzuciła dwie bomby wagomiaru 450 kg, z których jedna wpadła do morza, a druga odbiła się od wody, przebijając lądowisko „Broadsworda”, niszcząc dziób śmigłowca Lynx i nie wybuchając, wpadła do morza. „Coventry” w kierunku zbliżających się samolotów wystrzelił niecelny pocisk Sea Dart, a także otworzył do nich ogień z działek przeciwlotniczych Oerlikon 20 mm. W tym samym czasie jeden z argentyńskich samolotów ostrzelał „Coventry” z działek 30 mm, trafiając w rejon hangaru śmigłowca. „Broadsword” był gotowy do wystrzelenia Sea Wolfów w kierunku drugiej fali Skyhawków, wykorzystując optyczny system namierzania, gdy „Coventry” wszedł na linię ognia między „Broadsworda” i samoloty. Drugi klucz A-4 zrzucił po 3 bomby wagomiaru 250 kg, z których trzy trafiły „Coventry”, a dwie eksplodowały we wnętrzu okrętu. W wyniku eksplozji okręt doznał poważnych uszkodzeń, wybuchł na nim pożar, a w jego pomieszczeniach zginęło wielu członków załogi. W ciągu dwudziestu minut cała załoga opuściła okręt, który następnie odwrócił się do góry dnem i zatonął kolejnego dnia. Załoga okrętu oczekująca na ratunek śpiewała w tym czasie piosenkę z filmu Żywot Briana „Always Look on the Bright Side of Life”. Zginęło 19 osób, 280 uratowano, w tym 30 rannych. „Broadsword” podjął 170 rozbitków.